# آلکس (بازیکن فوتبال، زاده ۱۹۷۷)
الکساندرو ده سوزا (به پرتغالی: Alexsandro de Souza) هافبک اهل برزیل است که در شهر کوریتیبا، پارانا، برزیل و در تاریخ ۱۴ سپتامبر ۱۹۷۷ به دنیا آمده‌است.
الیکساندرو دا سوزا در تیم‌های فوتبال کوریتیبا ،پالمیراس،فلامینگو،کروزیرو، پارما و کروزیرو سابقهٔ حضور دارد. این بازیکن همچنین در سال، 1998 – 2005 برای، تیم ملی فوتبال برزیل به میدان رفته‌است 